# Франческо III Кріспо
Франческо III (італ. Francesco III Crispo; 1483 — 17 серпня 1511) — 19-й герцог Архіпелагу (Наксосу) в 1500—1511 роках.

## Життєпис
Походив з веронського роду Кріспо. Син Джованні III, герцога Архіпелагу. Стосовно його матері є дискусії: за однією версією (менш правдоподібною) був законним сином Ветторе Морозіні. За іншою версією мати Франческо була коханкою Джованні III. Можливо нею була стриєчна сестра Марія Кріспо. Про те, що Франческо вважався не зовсім законним свідчить той факт, що після загибелі Джованні III герцогство було передано до Венеції, яка призначила тут власного губернатора.
1499 року відповідно до звіту сенату запропоновано скасувати посаду губернатора Наксосу, кошти на утримання якого витратити на зведення нових укріплень. 1500 року венеційський сенат визнав права Франческо, який став герцогом Архіпелагу. Йомірно намагався помститися ворогам і вбивцям свого батька, виявивши значну жорсткокість. У 1507 році венеційці оголосили герцога божевільним, він був схоплений і утримувався в ув'язненні в Сан Мікеле ді Мурано.
У 1509 року звільнився, після чого повернувся на Наксос, убив дружину і намагався вбити сина. Це спричинило загальне повстання. При спробі втекти на Родос був схоплений знаттю і поміщений під варту на Санторині, потім переведений до Кандії, де 1511 року помер. Венеційці призначили губернатором Антоніо Лоредано — брата дружини Франческо III. У 1517 року син Джованні IV отримав герцогство.

## Родина
Дружина — Таддеа Катерина Лоредано
Діти:
- Джованні (1499—1564), 20-й герцог Архіпелагу
- Катерина, дружина Джанлуїджі Пізано